# Ахмед, Манан
Манан Ахмед Асиф, более известный как Манан Ахмед (род. 1971) — американский историк, специалист по Южной и Западной Азии, доцент Колумбийского университета в Нью-Йорке.
Он является основателем блога о Южной Азии Chapati Mystery и соучредителем Колумбийской группы экспериментальных методов в гуманитарных исследованиях. С 2021 года он является соисполнительным редактором журнала Journal of the History of Ideas.

## Карьера
Ахмед получил степень бакалавра Пенджабского университета в Лахоре и вторую степень бакалавра в Университете Майами в Огайо. Ахмед получил докторскую степень в Чикагском университете в 2008 году. В Чикагском университете Ахмед учился у Музаффара Алама, Фреда Доннера и Рональда Индена.
Работа Ахмеда часто сочетает в себе археологические, нумизматические, эпиграфические и литературные свидетельства и фокусируется на истории Южной Азии.
По словам Ахмеда, мусульманское присутствие на субконтиненте не следует понимать как историю завоеваний или конфликтов (религиозных, военных и т. д.). Вместо этого Ахмед утверждает, что мы признаём это присутствие как «жилые пространства», взаимосвязанные друг с другом по всему региону и полные особенностей, которые следует понимать в их собственных терминах.
В 2014 году он участвовал в создании Колумбийской группы экспериментальных методов в гуманитарных исследованиях, которая занимается «мобилизованными гуманитарными науками» и инновациями в научных методологиях. Один из недавних проектов, «Torn Apart/Separados», серия быстро созданных визуализаций данных, стал ответом на политику администрации Трампа в отношении разлучения семей, объявленную правительством США в 2018 году. В рамках проекта было обнаружено 113 приютов, в которых размещались дети, разлученные со своими родителями, на границе Мексики и США.

## Работы
- 2016 A Book of Conquest: The Chachnama and Muslim Origins in South Asia. Harvard University Press; ISBN 0-6746-6011-0 (10); ISBN 978-0-67466-011-3 (13).
- 2011 Where the Wild Frontiers Are: Pakistan and the American Imagination. Just World Publications; ISBN 1-9359-8206-0 (10); ISBN 978-1-93598-206-7 (13).
- 2020 The Loss of Hindustan. HUP/Harper Publications; ISBN 978-0-67498-790-6.